# 村田真一
村田 真一（むらた しんいち、1963年12月5日 - ）は、兵庫県神戸市須磨区出身の元プロ野球選手（捕手、右投右打）、野球解説者・野球評論家。
現役時代は読売ジャイアンツ一筋で正捕手として活躍した。1994年5月18日に槙原寛己が達成した、平成唯一の完全試合の投球を受けた唯一の捕手。
愛称は「チュウ（練習で泥だらけになった姿からドブネズミと呼ばれ、そこからネズミの鳴き声である「チュウ」となった）」「カルビ（プロ野球熱ケツ情報で度々牛カルビが好きと連呼していたことでファンから呼ばれるようになった）」。

## 経歴

### プロ入り前
小学5年から野球を始める。本人は嫌がったが6年から中学、高校でも捕手を任され、中学から進んだ滝川高校では強打の捕手として知られる。高校時代、遠征試合で後にチームメイトとなる川相昌弘と顔を合わせている。高校の1学年先輩には石本貴昭がいた。
1981年度ドラフト会議にて読売ジャイアンツから5位指名を受け、入団。同期入団には槙原寛己、同じ捕手の山本幸二、吉村禎章がおり、「この3人には負けたくない」と思っていたという。

### 現役時代
1年目の1982年シーズンは、一軍の捕手が病気になったため村田が代わりに昇格するが、当時は山倉和博が全盛期だったことと基本的に二軍の正捕手を上げると試合が成り立たないという理由から出番に恵まれなかった。
1984年シーズンに一軍で初出場を果たし、9安打中6本の長打を放つなど、パワーを見せつける。
1985年は一軍出場がなかった。この頃から肩の痛みが進行し、1986年シーズンオフに須藤豊の勧めでアメリカに渡り、右肩の手術を受けた。そのため、翌1987年1月に支配下選手登録を抹消され、練習生扱いとなる。この間、有田修三や高校の先輩にあたる中尾孝義といった他球団から実績のあるベテラン捕手が入団したこともあり、出番は少なかった。一時は一塁手に転向するという話も出たが、捕手に拘りたいとの理由で断った。そのため、公式戦で捕手以外の守備にはついたことがない。ただし、1988年3月18日の東京ドームこけら落とし（オープン戦）では途中から一塁を守り、岡田彰布と接触して岡田がシャチホコ風に前のめりになり、岡田とともにその写真が翌日のスポーツ紙1面を飾った。
1990年シーズンに正捕手の座を掴み、チームの連覇に貢献し、ベストナインを獲得する活躍を見せた。特にこの頃は左投手と「甲子園の阪神戦」に強く、1990年～1992年の3年間、33本塁打のうち24本塁打を左投手から放ち、阪神甲子園球場での阪神戦では72打数27安打、打率.375 6本塁打と打ちまくった（なお、東京ドームでの阪神戦は62打数16安打、打率.258 3本塁打）。
1991年は、自己最多の17本塁打を放つも、8月13日の横浜大洋戦では1試合8盗塁を許すなど弱肩が指摘され、盗塁阻止率.162に留まる。シーズンに終盤には新人の吉原孝介にスタメンを奪われるなど、規定打席到達を逃す。同年から背番号が入団時から付けていた「56」から「9」に変更された。
1992年シーズンは、シーズン途中に中尾との交換トレードで西武ライオンズから移籍してきた大久保博元に正捕手の座を奪われる。5月31日を最後に長い間スタメン出場もなく、長らく二軍で出場していたが、9月16日の対中日戦では左腕の山本昌の先発が予想されたため、3ヶ月半ぶりのスタメンで自身唯一の3番打者として出場し、期待に応えて2本塁打を放つなど存在感を示した。しかし、最終的には34試合出場に留まり、二軍での方が出場が多かった（37試合　.336、10本塁打、39打点）。
1993年シーズンは同姓の村田善則の入団により、スコアボード等の表記が「村田真」となる。大久保博元が死球による骨折で離脱する間に正捕手の座に返り咲くことに成功。
1994年シーズンは、5月18日の対広島戦では同期・槙原とのバッテリーで完全試合を達成。6回あたりから誰も槙原に声をかけなくなったが、仲の良かった村田は無理だと思いつつ「狙ってみろよ」と言っていたという。
1999年シーズンは、4月9日の横浜戦で斎藤隆から顔面に死球を受け、横浜の捕手のポジションについていた谷繁元信によると倒れた村田は「シゲ、信じているからな」と言ったという。顔面骨折で入院した村田は早く治すため、リスクは少ないが全快には時間がかかる全身麻酔をかけて形成手術まで施すことではなく、激痛が伴う局部麻酔で骨折治療のみの手術を行うことを選んだ。この時は「俺、顔は売り物じゃないから」と語ったが、さすがに顔の骨をドリルで削る音や局部麻酔の効き目を超えた激痛には耐えられず、のちに「（今度やるなら）全身麻酔にしてもらう」と語っている。なお、この後遺症で村田は顔面付近の筋肉の一部を自分の意志で動かすことができなくなったという。
2000年シーズンにはリーグ優勝への貢献のみならず、福岡ダイエーホークスとの日本シリーズでも優秀選手賞を受賞する活躍を見せ、攻守でチームの日本一に大きく貢献した。
2001年シーズンには即戦力ルーキーとして阿部慎之助が入団。監督の長嶋は、当初は併用で起用することを視野に入れて開幕を迎えたが、阿部が開幕カードで猛打賞を記録するなど予想を大きく上回る結果を残したことから、開幕後は阿部にスタメンマスクが一本化され、実質的に阿部の「教育係」となり、出番は激減。出場した試合でも、ほとんどの場合は阿部がスタメン出場して交代する場合の途中出場であり、スタメン出場はほとんど無くなった。かねてから体力が衰えていたことや、一昨年に死球で負った怪我の後遺症が思うように回復しない事、さらに、阿部が正捕手として問題ないレベルの成績を通年で残した事もあり、気力的にはまだやれると感じていたものの、最終的には同年のシーズン限りでの引退を決断。結果、斎藤雅樹・槙原とともに現役を引退した。
スター選手の多い巨人では地味な存在で、通算11年間正捕手を務めながら、前述の有田・中尾・大久保の移籍組のほか、吉原孝介、村田善則、杉山直輝といった生え抜きのライバルが多く、規定打席に到達したことは1回もなかった。しかし投手陣からの絶大な信頼、安定したリード、打率こそ低いもののパンチの効いた打撃を武器に2000年シーズンまでマスクを被り、第2次長嶋政権の中心となった。この間チームは1990年、1994年、1996年、2000年の4回リーグ優勝し、1994年、2000年は日本一になった。2000年の日本シリーズでは優秀選手にも選出されている。日本プロ野球史上、規定打席に到達せずに年俸1億円プレイヤーとなった野手の第1号である。捕手としての出場試合数「1087」は森祇晶、阿部慎之助、山倉和博に続く歴代4位の球団記録である。

### 引退後
2002年シーズンから2003年シーズンまでの2年間は一軍バッテリーコーチを務めた後、2004年からはテレビ朝日・スポーツ報知の野球解説者を務めた。テレビ朝日では主にバックネット裏からの解説を担当し、関西の系列局朝日放送（ABCテレビ）における全国ネットの阪神タイガース対巨人戦中継でも、当時は基本的に自社の解説者しか使わない方針であったが、巨人OBで関西人ということが買われて解説に起用されることがあった。
2006年シーズンから2007年シーズンまで2年間は再び一軍バッテリーコーチを務めた。
2008年シーズンからは、もともと打撃優先型捕手だった経験を買われ、一軍打撃コーチを務める。
2011年シーズンには再び一軍バッテリーコーチに就任。バッテリーコーチとしては、投手をリードするにあたり、必要以上に裏をかくようなことはせず、投手の特性を把握・依存し、長所を最大限に生かすリードを教えていた。
2012年シーズンから再び一軍打撃コーチに就任。
2014年5月20日の埼玉西武ライオンズ戦からバッテリーコーチの役割を兼任する。原辰徳監督は「コーチそのものは全く変わっていない。チームが勝つためという中で、配置を変えたところがあるということ」と説明した。
2015年シーズンは一軍総合コーチに就任。
2016年シーズンより監督が高橋由伸に替わり、同年のシーズンから2017年シーズンまでの2年間は一軍ヘッドコーチを務めた。
2018年シーズンには一軍ヘッド兼バッテリーコーチに就任。2018年10月22日、高橋監督の辞任の後を追う形でコーチ退任が発表された。在籍時は、村田のコーチとしての能力を疑問視する声は少なくなく、巨人OBの黒江透修は村田のコーチとしての能力を評論で酷評したことがある。また、角盈男も雑誌の企画で疑問視する発言をしている。
2019年からは日本テレビ・テレビ朝日（テレビ朝日のみ本数契約。系列BS・CS放送を含む）の野球解説者として活動する傍ら、14年ぶりにスポーツ報知の野球評論家に再び就任。芸能プロダクションのアービングに所属している。

## 選手としての特徴・人物
パンチ力のある勝負強い打撃と投手に気持ちよく投げさせるリードに定評がある捕手。現役時代は90年代の巨人の司令塔として活躍。守備では右肩の故障に苦しんだこともあり、その影響で通算盗塁阻止率.267と低かった。捕手としては、例えリード通りの球が来なくて打たれても、投手の責任にせず「私の責任です」と常に言う捕手であった。ポジションを争う関係にあった大久保博元ら他の捕手陣にも惜しみなく助言を与えたことから、チーム内で絶大な信頼を得ていた。宮本和知は、著書『プロ野球超プレイ笑プレイ』でその人柄を絶賛し、「当時のエース達もここぞという試合では、信頼できる村田を女房役に指名することが多かった」と語られている。
また、大久保、吉原孝介、杉山直樹、柳沢裕一、村田善則らと併用で起用されることが多く、シーズン二桁本塁打を4度記録しながら現役生活で一度も規定打席に到達したことがなかった。
さらに、死球を受け、負傷することも非常に多かった。1994年5月11日のヤクルト戦で西村龍次から頭部に死球を受け、激昂し、西村へ詰め寄ろうとしたが数歩歩いた所で倒れ込み、担架で退場、そのまま病院へ送られる。この後西村への報復死球、ダン・グラッデンへのビーンボールなどでたて続けに大乱闘が起こり、このことが危険球退場ルールが作られるきっかけとなった。
槙原寛己とは同学年・同期入団として20年間入団した巨人軍に在籍し続けた。これは引退当時「同期入団かつ同い年（同学年）で、入団した球団にもっとも長く一緒に在籍したコンビ」の最長記録であった。後に千葉ロッテマリーンズの福浦和也と小野晋吾が並び（1994年の入団から小野が引退した2013年までの20年間）、埼玉西武ライオンズの中村剛也と栗山巧が更新している（2002年の入団以降、2024年シーズン終了時点で継続中）。

## 詳細情報

### 年度別打撃成績
| 年 度     | 球 団     | 試 合 | 打 席 | 打 数 | 得 点 | 安 打 | 二 塁 打 | 三 塁 打 | 本 塁 打 | 塁 打 | 打 点 | 盗 塁 | 盗 塁 死 | 犠 打 | 犠 飛 | 四 球 | 敬 遠 | 死 球 | 三 振 | 併 殺 打 | 打 率 | 出 塁 率 | 長 打 率 | O P S |
| --------- | --------- | ----- | ----- | ----- | ----- | ----- | -------- | -------- | -------- | ----- | ----- | ----- | -------- | ----- | ----- | ----- | ----- | ----- | ----- | -------- | ----- | -------- | -------- | ----- |
| 1984      | 巨人      | 17    | 41    | 40    | 7     | 9     | 3        | 1        | 2        | 20    | 5     | 0     | 0        | 0     | 1     | 0     | 0     | 0     | 8     | 0        | .225  | .220     | .500     | .720  |
| 1988      | 巨人      | 25    | 34    | 33    | 0     | 5     | 1        | 0        | 0        | 6     | 0     | 0     | 0        | 1     | 0     | 0     | 0     | 0     | 12    | 2        | .152  | .152     | .182     | .333  |
| 1989      | 巨人      | 12    | 31    | 29    | 1     | 4     | 0        | 0        | 1        | 7     | 5     | 0     | 0        | 1     | 0     | 1     | 0     | 0     | 10    | 1        | .138  | .167     | .241     | .408  |
| 1990      | 巨人      | 84    | 243   | 209   | 23    | 57    | 15       | 1        | 13       | 113   | 44    | 0     | 1        | 0     | 4     | 29    | 5     | 1     | 63    | 5        | .273  | .358     | .541     | .899  |
| 1991      | 巨人      | 111   | 369   | 320   | 43    | 79    | 18       | 0        | 17       | 148   | 42    | 1     | 0        | 3     | 3     | 40    | 8     | 3     | 88    | 14       | .247  | .333     | .463     | .796  |
| 1992      | 巨人      | 34    | 92    | 86    | 9     | 20    | 6        | 0        | 3        | 35    | 9     | 0     | 1        | 0     | 0     | 5     | 0     | 1     | 28    | 0        | .233  | .283     | .407     | .690  |
| 1993      | 巨人      | 88    | 283   | 258   | 23    | 61    | 13       | 0        | 6        | 92    | 28    | 0     | 3        | 2     | 0     | 21    | 6     | 2     | 61    | 10       | .236  | .299     | .357     | .656  |
| 1994      | 巨人      | 120   | 380   | 330   | 29    | 82    | 12       | 0        | 10       | 124   | 41    | 1     | 1        | 5     | 3     | 36    | 2     | 6     | 88    | 5        | .248  | .331     | .376     | .706  |
| 1995      | 巨人      | 116   | 387   | 339   | 29    | 90    | 16       | 0        | 13       | 145   | 38    | 0     | 0        | 6     | 1     | 38    | 7     | 3     | 77    | 12       | .265  | .344     | .428     | .772  |
| 1996      | 巨人      | 99    | 305   | 265   | 15    | 55    | 14       | 2        | 5        | 88    | 26    | 0     | 0        | 9     | 2     | 26    | 5     | 3     | 62    | 8        | .208  | .284     | .332     | .616  |
| 1997      | 巨人      | 75    | 148   | 128   | 9     | 21    | 5        | 0        | 1        | 29    | 6     | 0     | 0        | 1     | 0     | 17    | 4     | 2     | 32    | 4        | .164  | .272     | .227     | .499  |
| 1998      | 巨人      | 107   | 339   | 298   | 26    | 80    | 9        | 1        | 7        | 112   | 47    | 0     | 0        | 5     | 5     | 29    | 8     | 2     | 60    | 11       | .268  | .332     | .376     | .708  |
| 1999      | 巨人      | 91    | 277   | 237   | 23    | 49    | 5        | 0        | 9        | 81    | 28    | 0     | 0        | 7     | 5     | 24    | 1     | 4     | 53    | 6        | .207  | .285     | .342     | .627  |
| 2000      | 巨人      | 101   | 252   | 225   | 17    | 46    | 7        | 0        | 7        | 74    | 34    | 0     | 0        | 9     | 1     | 15    | 2     | 2     | 65    | 5        | .204  | .259     | .329     | .588  |
| 2001      | 巨人      | 54    | 96    | 84    | 6     | 15    | 2        | 0        | 4        | 29    | 14    | 0     | 0        | 2     | 1     | 9     | 2     | 0     | 30    | 1        | .179  | .255     | .345     | .601  |
| NPB：15年 | NPB：15年 | 1134  | 3277  | 2881  | 260   | 673   | 126      | 5        | 98       | 1103  | 367   | 2     | 6        | 51    | 26    | 290   | 50    | 29    | 737   | 84       | .234  | .308     | .383     | .690  |

### 年度別守備成績
| 年 度 | 球 団 | 捕手  | 捕手     | 捕手     | 捕手     | 捕手     |
| 年 度 | 球 団 | 試 合 | 企 図 数 | 許 盗 塁 | 盗 塁 刺 | 阻 止 率 |
| ----- | ----- | ----- | -------- | -------- | -------- | -------- |
| 1984  | 巨人  | 17    | 16       | 14       | 2        | .125     |
| 1988  | 巨人  | 20    | 3        | 3        | 0        | .000     |
| 1989  | 巨人  | 11    | 12       | 8        | 4        | .333     |
| 1990  | 巨人  | 82    | 36       | 25       | 11       | .306     |
| 1991  | 巨人  | 110   | 68       | 57       | 11       | .162     |
| 1992  | 巨人  | 27    | 23       | 17       | 6        | .261     |
| 1993  | 巨人  | 82    | 52       | 36       | 16       | .308     |
| 1994  | 巨人  | 119   | 52       | 34       | 18       | .346     |
| 1995  | 巨人  | 115   | 91       | 65       | 26       | .286     |
| 1996  | 巨人  | 95    | 54       | 38       | 16       | .296     |
| 1997  | 巨人  | 73    | 36       | 27       | 9        | .250     |
| 1998  | 巨人  | 106   | 63       | 43       | 20       | .317     |
| 1999  | 巨人  | 91    | 55       | 44       | 11       | .200     |
| 2000  | 巨人  | 98    | 51       | 38       | 13       | .255     |
| 2001  | 巨人  | 41    | 32       | 23       | 9        | .281     |
| 通算  | 通算  | 1087  | 644      | 472      | 172      | .267     |

### 表彰
- ベストナイン：1回 （捕手部門：1990年）
- 最優秀バッテリー賞：2回 （1994年 投手：桑田真澄、1996年 投手：斎藤雅樹）
- 日本シリーズ優秀選手賞：1回 （2000年）

### 記録
初記録
- 初出場：1984年5月12日、対阪神タイガース8回戦（阪神甲子園球場）、5回裏に山倉和博に代わり捕手として出場
- 初先発出場：1984年8月7日、対広島東洋カープ15回戦（後楽園球場）、8番・捕手として先発出場
- 初安打：同上、2回裏に高木宣宏から二塁打
- 初打点：1984年8月19日、対横浜大洋ホエールズ20回戦（横浜スタジアム）、9回表に竹下浩二から犠飛
- 初本塁打：1984年9月26日、対広島東洋カープ24回戦（後楽園球場）、5回裏に山根和夫から同点ソロ

節目の記録
- 1000試合出場：2000年5月10日、対横浜ベイスターズ6回戦（横浜スタジアム）、8番・捕手として先発出場　※史上359人目

その他の記録
- オールスターゲーム出場：2回 （1994年、1995年）

### 背番号
- 56 （1982年 - 1990年）
- 9 （1991年 - 2001年）
- 89 （2002年 - 2003年、2006年 - 2018年）